# Giáo hội Công giáo Quốc gia Ba Lan
Giáo Hội Công Giáo quốc gia Ba Lan (viết tắc là PNCC) là một tổ chức Kitô giáo có trụ sở tại Hoa Kỳ và được thành lập bởi những người Ba Lan sống tại Hoa Kỳ. PNCC không hiệp thông với Giáo hội Công giáo La Mã do sự khác nhau về mặt thần học ở một số khía cạnh.
Tổ chức có khoảng 26.000 tín hữu tại 5 giáo phận ở Hoa Kỳ và Canada.  Năm giáo phận là: Buffalo-Pittsburgh, Central, Eastern, Western và Canada.

## Lịch sử
Vào cuối thế kỷ 19, nhiều người Ba Lan nhập cư đến Mỹ đã trở nên thất vọng với hệ thống cấp bậc của Giáo hội Công giáo La Mã. Tại Giáo hội Công giáo Hoa Kỳ không có giám mục Ba Lan và có ít linh mục người Ba Lan. Tại đây, việc dạy tiếng Ba Lan trong các trường học của giáo xứ không được phép. Các giám mục chủ yếu là người Ireland và người Đức đã giúp thành lập hàng trăm giáo xứ cho người Ba Lan, nhưng các linh mục thường không thể nói tiếng Ba Lan, và những người nhập cư mới lại có tiếng Anh kém hoặc hạn chế. Nhiều người Mỹ gốc Ba Lan thời điểm đó cho rằng những điều kiện này là biểu hiện của "sự bóc lột chính trị và xã hội của Người Ba Lan ”
Một người đi đầu trong cuộc đấu tranh này là Fr. Franciszek Hodur (1866–1953). Ông là một người Ba Lan nhập cư vào Hoa Kỳ đồng thời cũng là một linh mục Công giáo. Ông sinh ra gần Kraków rồi di cư đến Hoa Kỳ vào năm 1893 và được thụ phong linh mục cũng trong năm đó. Năm 1897, ông trở thành linh mục chánh xứ của Nhà thờ St. Stanislaus ở Scranton. Sự bất mãn tiếp tục dẫn đến sự rạn nứt với Giáo hội Công giáo Hoa Kỳ vào năm 1897, khi những người nhập cư Ba Lan thành lập một tổ chức Ba Lan độc lập, có trụ sở chính tại Scranton, với khoảng 20.000 thành viên ban đầu. linh mục Hodur được phong làm giám mục vào năm 1907 tại Utrecht, Hà Lan. ông thành lập Giáo Hội Công Giáo quốc gia Ba Lan và là giám mục đầu tiên của tổ chức này. Năm 1914, đã có một cuộc ly giáo khác với Giáo hội Công giáo Roma dẫn đến sự hình thành của Cộng đoàn Công giáo Quốc gia Litva nhỏ hơn. Cộng đoàn này sau đó đã cùng hợp nhất với PNCC.
Giáo Hội Công Giáo quốc gia Ba Lan bắt đầu công việc truyền giáo ở Ba Lan sau khi đất nước này giành lại độc lập sau Thế chiến thứ nhất. Vào đầu Thế chiến II, Giáo Hội Công Giáo quốc gia Ba Lan đã thành lập được hơn 50 giáo xứ cùng với một chủng viện thần học ở Kraków. Trong thời kỳ chế độ Cộng sản nắm quyền quản lý Ba Lan sau chiến tranh, PNCC phải chịu sự đàn áp nghiêm trọng. Giáo hội Công giáo Ba Lan hiện nay là một có phần hiệp thông với PNCC(Mead 1995, tr. 222).

## Chức linh mục và hôn nhân
Kể từ năm 1921, Giáo Hội Công Giáo quốc gia Ba Lan đã cho phép các giáo sĩ của mình kết hôn và thường khuyến khích họ làm như vậy. Họ tin rằng một linh mục đã kết hôn sẽ hiểu rõ hơn về các vấn đề hôn nhân mà giáo dân của mình đang phải đối mặt.